# Trastorno facticio
El trastorno facticio, que engloba al antiguamente denominado síndrome de Münchhausen, es un trastorno que se caracteriza por la aparición de síntomas producidos deliberadamente por el mismo paciente con la intención de recibir atención médica y asumir un rol de enfermo.

## Descripción
El nombre, una traducción válida del inglés factitious, significa «artificial» según la RAE.
Este trastorno implica síntomas físicos inexplicables que traen un malestar significativo y un gran deterioro funcional.
Un paciente que padece este trastorno crea deliberadamente los síntomas de una enfermedad orgánica o exagera sus síntomas e impide la cura porque necesita una atención permanente del personal médico y puede llegar a someterse a operaciones y estudios innecesarios con tal de mantener su rol de enfermo. El riesgo es que termine enfermándose realmente.
Por ejemplo, un paciente que toma intencionadamente un fármaco que le produce determinada sintomatología pero lo niega al momento de la consulta, los médicos desconocen, así, el verdadero origen de su patología y el paciente puede terminar enfermándose en serio.
La OMS los considera pacientes peregrinos ya que van de hospital en hospital. La OMS lo distingue de la simulación (ficticio, fingido o falso) porque en el caso de la simulación, el paciente tiene como objetivo un beneficio o una ganancia específica, por ejemplo, ser declarado inimputable para no ir a prisión, o recibir una indemnización laboral. Otro ejemplo sería el de un adolescente que finge un dolor de cabeza o de estómago para no concurrir a un examen.
Una enfermedad fingida no es un trastorno facticio. En ese caso no existe ninguna patología psiquiátrica real.
En cambio, el trastorno facticio implica siempre un grado de psicopatología. En el DSM IV aparece con la nomenclatura F68.1 Trastorno facticio [300.xx].
Como estos pacientes se presentan con quejas orgánicas son primero tratados por médicos generales. Son pocos los casos en los que se les ocurre derivarlos a un psiquiatra.
En muchos casos es complicado hacer el diagnóstico diferencial, sobre todo cuando aparecen síntomas psiquiátricos y psicológicos superpuestos a los orgánicos.
El trastorno facticio es considerada una enfermedad mental. Sin embargo, no suelen responder a los tratamientos psiquiátricos porque prefieren mantener su enfermedad.

## Criterios diagnósticos
Para poder diagnosticar este trastorno el paciente debe presentar una producción intencionada de síntomas médicos, sean estos físicos o psicológicos, debe desear asumir el rol de enfermo y no puede aparecer ningún incentivos externo que explique ese deseo de hacerse pasar por enfermo, o sea que no se trata de una simulación consciente que le permitiría, por ejemplo, salvarse de la cárcel o que le reportaría un beneficio económico.
Se trata siempre de pacientes difíciles porque los hallazgos médicos no son consistentes con una enfermedad orgánica conocida y el personal de la salud no logra descubrir el origen de la enfermedad. Eso incluye una amplia utilización de la atención médica y es llamativo el hecho de que el tratamiento y los intentos de tranquilizar al paciente resulten contraproducentes lo cual genera muchos sentimientos de frustración en el médico.

### Diagnóstico diferencial
El diagnóstico diferencial debe realizarse con la enfermedad orgánica y física verdadera y con el trastorno mental verdadero. Es importante diferenciarlo del trastorno somatomorfo y de la simulación.

## Clasificación
Se pueden clasificar en distintos subtipos:
- Trastornos facticios con predominio de signos y síntomas psicológicos [300.16].
- Trastornos facticios con predominio de signos y síntomas físicos [300.19].
- Trastornos facticios con combinación de signos y síntomas psicológicos y físicos [300.19]..